# Kotlas
Kotlas (in russo Котлас?) è una città della Russia, situata nell'Oblast' di Arcangelo. La città è situata nel punto in cui il fiume Vyčegda si immette nel fiume Dvina Settentrionale.

## Economia
La città di Kotlas è un centro industriale. Nella città è stata sviluppata l'industria di legno, i cantieri navali, l'industria elettromeccanica. Inoltre a Kotlas è presente un complesso di industria agroalimentare.

## Popolazione
| 1911 | 1926  | 1939   | 1959   | 1970   | 1979   | 1989   | 2002   | 2017   |
| ---- | ----- | ------ | ------ | ------ | ------ | ------ | ------ | ------ |
| 600  | 4 000 | 17 300 | 52 600 | 55 700 | 61 500 | 68 000 | 60 600 | 61 902 |

## Aereo
Kotlas è inoltre servita da un aeroporto civile con i voli di linea giornalieri per il capoluogo dell'Oblast' di Arcangelo effettuati dalla compagnia aerea russa l'Aeroflot-Nord. A Kotlas inoltre c'è anche una base aerea militare.

## Nave
La città di Kotlas è un importante porto.

## Treno
La Stazione di Kotlas si trova lungo un'importante linea delle Ferrovie russe che collega la regione di Arcangelo alla Repubblica dei Komi.

## Amministrazione

### Gemellaggi
- Bachčisaraj, Ucraina
- Tarnów, Polonia
- Waterville (Maine), Stati Uniti d'America